# 폴 그린그래스
폴 그린그래스(Paul Greengrass, CBE, 1955년 8월 13일 ~ )는 잉글랜드의 영화 감독이다. 사회성을 담은 고발작품들을 주로 감독하였으며 2002년 블러디 선데이로 베를린국제영화제 황금곰상을 받으면서 주목을 받았다. 이후 본 슈프리머시. 본 얼티메이텀, 플라이트 93, 그린 존 등을 감독하였다.

## 작품 목록
- 블러디 선데이 (2002)
- 본 슈프리머시 (2004)
- 플라이트 93 (2006)
- 본 얼티메이텀 (2007)
- 캡틴 필립스 (2013)
- 제이슨 본 (2016)
- 7월 22일 (2018)
- 뉴스 오브 더 월드 (2020)
- 로스트 버스 (2025)